# Neuer jüdischer Friedhof (Švihov u Klatov)
Koordinaten: 49° 28′ 42″ N, 13° 17′ 44,1″ O

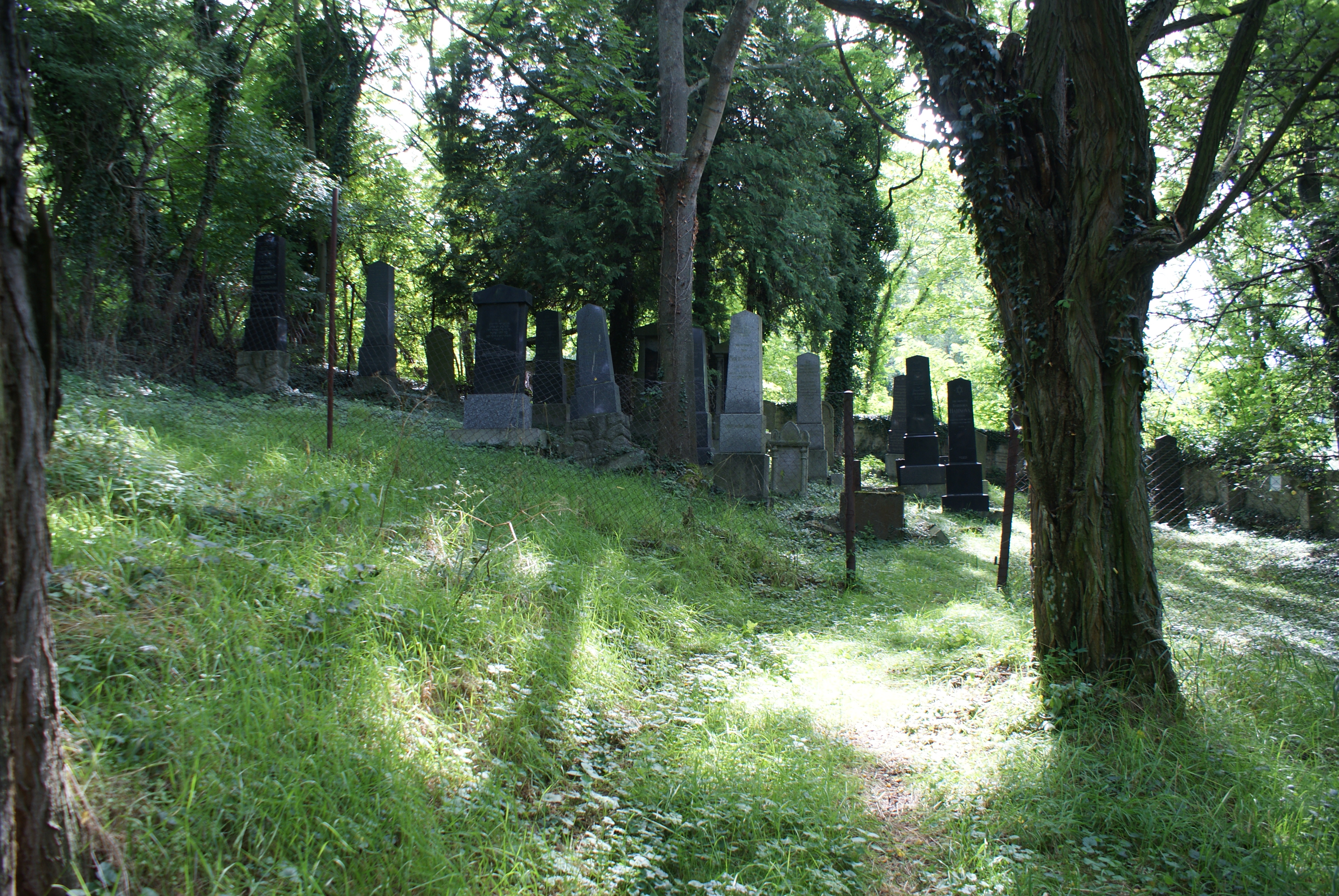
Neuer jüdischer Friedhofs in Švihov u Klatov

Der Neue jüdische Friedhof in Švihov u Klatov (deutsch Schwihau), einer Stadt im Okres Klatovy in Tschechien, wurde um 1875 angelegt. Dieser jüdische Friedhof sollte den Alten jüdischen Friedhof des Ortes ersetzen. Auf dem neuen Friedhof befinden sich nur wenige Grabsteine.